# Resolució 758 del Consell de Seguretat de les Nacions Unides
La Resolució 758 del Consell de Seguretat de les Nacions Unides, fou adoptada per unanimitat el 8 de juny de 1992. Després de reafirmar les resolucions 713 (1991), 721 (1991), 724 (1991), 743 (1992), 727 (1992), 740, 749 (1992) i 757 (1992), el Consell, a d'acord amb un informe del Secretari General Boutros Boutros-Ghali, va decidir ampliar el mandat i la força de la Força de Protecció de les Nacions Unides (UNPROFOR) a l'antiga Iugoslàvia.
El Consell va autoritzar al Secretari General a desplegar observadors militars i altres persones, però va demanar permís del Consell per enviar un altre personal cap a la Força de Protecció després de complir les condicions necessàries per a la Força, incloent-hi un alto el foc. També va condemnar a tots els responsables de la violació de l'alto el foc, i va instar-los a complir amb l'alto el foc esmentat anteriorment.
Finalment, la resolució va instar a totes les parts a garantir la seguretat dels assistents humanitaris i al lliurament d'ajuda a Sarajevo i altres zones de Bòsnia i Hercegovina. Les parts no estaven d'acord amb aquesta proposta, i la Resolució 770 es va emetre sota el Capítol VII de la Carta de les Nacions Unides, per exigir la facilitació de l'entrega segura de l'ajuda humanitària i, per tant, legalment vinculant.